# 럼우옌니
럼우옌니(Lâm Uyển Nhi, 1975년 ~ 2007년 10월 13일)는 베트남의 모델이다. 1989년 냐짱에서 열린 모델 선발 대회에서 우승을 차지하면서 모델로 데뷔했지만 마약 중독, 성매매 등으로 인해 에이즈에 감염되면서 사망했다.